# Fallin' in Love
«Fallin' in Love» es una canción interpretada por el supergrupo The Souther–Hillman–Furay Band, conformado por J. D. Souther, Chris Hillman, y Richie Furay. Fue publicado el 27 de junio de 1974 como tema de apertura de su álbum debut homónimo.

## Antecedentes
La banda se formó en 1973 por sugerencia de David Geffen, entonces director de Asylum Records. Hillman trajo a otros tres exmiembros de Manassas al grupo: el tecladista Paul Harris, el percusionista Joe Lala; quienes también habían trabajado con Barnstorm, y el guitarrista  Al Perkins, quien también había tocado con the Flying Burrito Brothers. El septeto fue completado por Jim Gordon, un destacado baterista de sesión y exmiembro de Derek and the Dominos y Traffic. Las sesiones de grabación de la canción tuvieron lugar en American Recorders, un estudio ubicado en Los Ángeles, California. 

## Lanzamiento
Asylum Records lanzó The Souther–Hillman–Furay Band en junio de 1974, con «Fallin' in Love» como tema de apertura del álbum. Un mes después, Asylum lanzó «Fallin' in Love» como el sencillo principal del álbum, con el número de catálogo E-45201 y «Heavenly Fire» como lado B.

## Recepción de la crítica
Un escritor no especificado de la revista Cash Box declaró: “Este sencillo inicial del LP debut de SHF es la elección perfecta. Un country roquero enérgico (el álbum más solicitado hasta la fecha) con la voz distintiva de Richie Furay al frente y algunas armonías geniales del trío, junto con una excelente música de fondo. Con todo, este colocará al trío entre los 40 principales mercados, e incluso podría llegar hasta la cima. Ha nacido un verdadero supergrupo”. Un escritor no especificado de Record World le otorgó el certificado de “Hit of the Week”, y lo describió como “una canción de amor folk-rock con una pista rítmica contundente”.

## Lista de canciones
7-inch single – Asylum E-45201
1. «Fallin' in Love» – 3:30
2. «Heavenly Fire» – 3:43

## Créditos y personal
Créditos adaptados desde las notas de álbum de The Souther–Hillman–Furay Band.
The Souther–Hillman–Furay Band
- J. D. Souther: guitarra, voces.
- Chris Hillman: bajo eléctrico, guitarra, mandolina, voces.
- Richie Furay: guitarra, voces.
- Paul Harris: teclados.
- Al Perkins: guitarra de acero con pedal.
- Jim Gordon: batería, percusión.
- Joe Lala: percusión.

Personal técnico
- Richard Podolor: productor, mezclas.
- Bill Cooper: ingeniero de audio, mezclas.
- Doug Sax: masterización.

## Posicionamiento
| Gráfica (1974)                            | Pico de posición |
| ----------------------------------------- | ---------------- |
| Canadá (RPM Top Singles)                  | 32               |
| Estados Unidos (Billboard Hot 100)        | 27               |
| Estados Unidos (Cash Box Top 100 Singles) | 24               |